# تپه گورستان سیاه کمر
تپه قبرستان سیاه کمر مربوط به سده‌های میانه دوران‌های تاریخی پس از اسلام است و در شهرستان ملایر، بخش سامن، دهستان سفید کوه، روستای سیاه کمر واقع شده و این اثر در تاریخ ۲۵ آبان ۱۳۸۷ با شمارهٔ ثبت ۲۳۷۰۱ به‌عنوان یکی از آثار ملی ایران به ثبت رسیده است.